# Казначеев, Александр Васильевич
Алекса́ндр Васи́льевич Казначе́ев (8 сентября 1947, Североуральск, Свердловская область) — российский сценограф, живописец, график. Член союза художников России.

## Биография
Детство и юность провёл в Нижнем Тагиле, входил в группу, объединившую молодых художников, поэтов, филологов, музыкантов совместно с Вилли Брайниным, Ароном Зинштейном, Тамарой Казаковой, Валентином Томашпольским и др. Окончил художественно-графический факультет Нижнетагильского государственного педагогического института. Работал художником-постановщиком Свердловского городского театра кукол. Стажировался в театре им. Моссовета (руководитель — заслуженный художник РФ Э. Г. Стенберг).

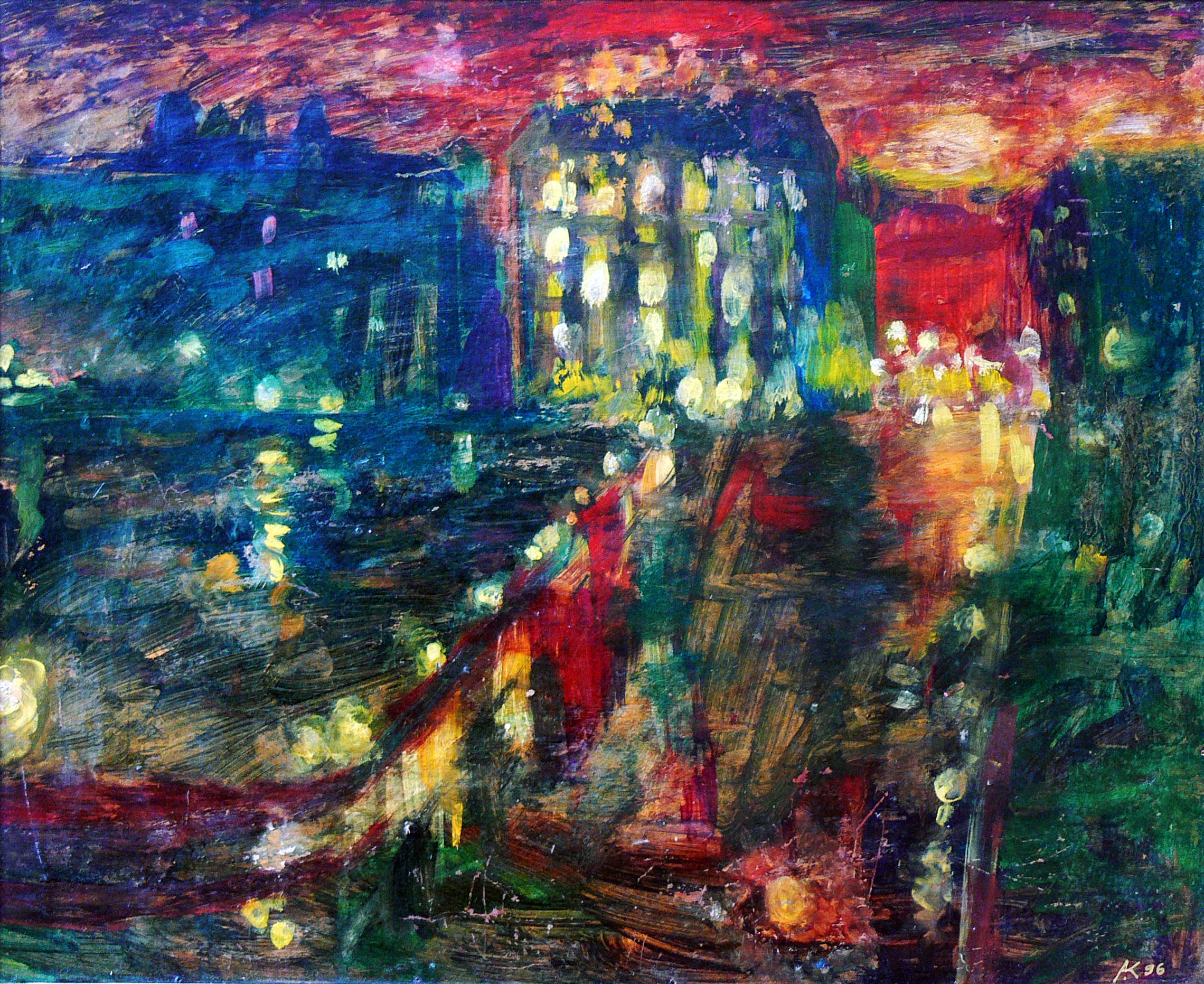
«Город», 1989, ДВП, акв., лак (46,5 х 56,5). А.Казначеев

Поставил более 100 спектаклей на различных площадках: в оперной студии Уральской государственной консерватории имени Мусоргского, в детских, драматических и музыкальный театрах Свердловска, Магнитогорска, Челябинска, Оренбурга, Ижевска, Тюмени, Фрунзе, Смоленска, Москвы, Оренбурга, Перми. Участник городских, областных, региональных, республиканских, международных выставок. С 1984 по 1994 был главным художником Пермского ТЮЗа. Иллюстрирует книги.
С 2007 — главный художник Пермского государственного театра кукол. Произведения находятся в Дирекции художественных выставок (Москва), в собрании Пермской государственной художественной галереи, в частных коллекциях России, стран СНГ, а также в странах бывшей Югославии, в США, Германии, Сингапуре. Публикации в профессиональных журналах.